# Шалыгин, Павел Дмитриевич
Павел Дмитриевич Шалыгин (1897—?) — сотрудник НКВД, палач-расстрельщик, полковник государственной безопасности.

## Биография
В РККА с 1918 года, участвовал в подавлении восстания Антонова в Тамбове. Член ВКП(б) c 1921 года.
В органах ВЧК−ОГПУ−НКВД — с 1924 года, служил в Ленинграде. С 1931 года — дежурный комендант, с 1935 года — помощник коменданта административно-хозяйственного управления (АХУ) УНКВД Ленинградской области А. Р. Поликарпова, с 1939 года — комендант УНКВД Ленинградской области, с 1941 года — начальник комендантского управления.
Занимался расстрелами осуждённых в Ленинграде. 1 декабря 1937 года был командирован в район Лодейнопольского лагерного пункта ОМЗ УНКВД Ленинградской области по поручению УНКВД ЛО для осуществления операции по массовым расстрелам заключённых Свирлага. С 8 по 10 декабря вместе с А. Р. Поликарповым расстрелял в Лодейном Поле 504 человека (из них 288 человек были расстреляны в один день — 9 декабря). Приказом по УНКВД ЛО 20 декабря 1937 года за «самоотверженную работу по борьбе с контрреволюцией» награждён ценным подарком.

## Звания
- младший лейтенант государственной безопасности (19.12.1936)
- старший лейтенант государственной безопасности (19.06.1939)
- капитан государственной безопасности (18.05.1942)
- в 1947 года вышел на пенсию в звании полковника.

## Награды
- Три ордена Красного Знамени (1923, 1942, 1945)
- орденом Ленина (1945)
- Орден Красной Звезды (28.11.1936) — за «особые заслуги в борьбе за упрочение социалистической законности»
- знак «Почётный работник ВЧК-ОГПУ (XV)» (1934).